# Brassica repanda
Il cavolo ricurvo (Brassica repanda (Willd.) DC., 1821) è una pianta erbacea perenne della famiglia delle Brassicaceae.

## Descrizione
Il fusto è legnoso e le foglie, dal bordo dentato e peloso, sono riunite a rosetta.
I fiori sono gialli e i frutti sono silique.

## Distribuzione e habitat
La specie è diffusa in Spagna, Francia e Italia.
In Italia è presente tra i 1500 ed i 2500 metri di quota sulle ghiaie mobili del Monviso, in Val di Susa e in Val Maira.